# Vedat Muriqi
Vedat Muriqi (Prizren, 1994. április 24. –) albán-koszovói származású koszovói válogatott labdarúgó, a spanyol Mallorca csatárja.

## Statisztika
2022. június 12. szerint
| Válogatott | Szezon   | Mérkőzés | Gól |
| ---------- | -------- | -------- | --- |
| Koszovó    | 2016     | 2        | 0   |
| Koszovó    | 2017     | 5        | 1   |
| Koszovó    | 2018     | 9        | 3   |
| Koszovó    | 2019     | 7        | 4   |
| Koszovó    | 2020     | 3        | 2   |
| Koszovó    | 2021     | 11       | 8   |
| Koszovó    | 2022     | 5        | 2   |
| Összesen   | Összesen | 42       | 20  |

## Sikerei, díjai
- Çaykur Rizespor
  - Török másodosztály: 2017-18